# جولیسا گومز
جولیسا گومز (به انگلیسی: Julissa Gomez) ژیمناست زادهٔ ۴ نوامبر ۱۹۷۲ میلادی اهل کشور ایالات متحده آمریکا است.